# Мозир (станція)
Мо́зир (біл. Мазы́р), до 2024 року Ко́зенки (біл. Ко́зенкі) — проміжна залізнична станція 2-го класу Гомельського відділення Білоруської залізниці на лінії Калинковичі — Словечно між станціями Мозир-Північний (10,6 км) та Михалки (9,4 км). Розташована у західній частині міста Мозир Мозирського району Гомельської області та біля північної околиці однойменного села Козенки.
Між станціями Мозир (зараз Мозир-Північний) і Козенки (зараз Мозир) існував приблизно до кінця 1980-х років зупинний пункт Волат, а поки були двоколійні вставки на лінії, існували також колійні пости 116, 119, 126 та 130 км.

## Пасажирське сполучення
Приміське пасажирське сполучення здійснюється щоденно поїздами регіональних ліній економкласу сполученням Калинковичі — Словечно.